# Stacja Narciarska Rusiń-ski w Bukowinie Tatrzańskiej
Stacja Narciarska Rusiń-Ski w Bukowinie Tatrzańskiej – ośrodek narciarski położony w Bukowinie Tatrzańskiej na Pogórzu Spisko-Gubałowskim na północnym zboczu Rusińskiego Wierchu (948 m n.p.m). Dojazd (tylko do górnej stacji wyciągu krzesełkowego) jest możliwy ulicą Rusiński Wierch.

## Wyciągi
W skład kompleksu wchodzą:
- (A,K1) 4-osobowy wyciąg krzesełkowy firmy Von Roll (obecnie Doppelmayr Garaventa Group) o długości 700 m i przepustowości 2400 osób na godzinę i przewyższeniu 124 m
- (B) wyciąg talerzykowy o długości 400 m i przepustowości 700 osób na godzinę
- (C) wyciąg talerzykowy o długości 200 m i przepustowości 300 osób na godzinę
- (D) 6-osobowy wyciąg krzesełkowy firmy Bartholet Maschinenbau AG (model Porsche Design) o długości 1150 m i przepustowości 2700 osób na godzinę
- (Babylift) taśma o długości 80 m dla dzieci.

## Trasy
| Nazwa trasy | Trudność  | Start                                | Start                 | Meta                                 | Meta                  | Dłu- gość (m) | Prze- wyż- sze- nie (m) | Na- chy- le- nie (%) | Oś- wie- tle- nie | Sztucz- ne naśnie- żanie | Homologacja FIS | Homologacja FIS | Uwagi                          |
| Nazwa trasy | Trudność  | nazwa                                | wyso- kość (m n.p.m.) | nazwa                                | wyso- kość (m n.p.m.) | Dłu- gość (m) | Prze- wyż- sze- nie (m) | Na- chy- le- nie (%) | Oś- wie- tle- nie | Sztucz- ne naśnie- żanie | numer           | ważna do        | Uwagi                          |
| ----------- | --------- | ------------------------------------ | --------------------- | ------------------------------------ | --------------------- | ------------- | ----------------------- | -------------------- | ----------------- | ------------------------ | --------------- | --------------- | ------------------------------ |
| 1           | czerwona  | górna stacja wyciągu krzesełkowego A | 933                   | dolna stacja wyciągu krzesełkowego A | 807                   | 900           | 124                     | 14                   | tak               | tak                      |                 |                 | wokół lasku                    |
| 2           | niebieska | górna stacja wyciągu talerzykowego B | 933                   | dolna stacja wyciągu talerzykowego B | 813                   | 400           | 120                     | 30                   | tak               | tak                      |                 |                 |                                |
| 3           | niebieska | górna stacja wyciągu krzesełkowego A | 933                   | dolna stacja wyciągu krzesełkowego A | 807                   | 850           | 126                     | 15                   | tak               | tak                      |                 |                 |                                |
| 4           | czerwona  | górna stacja wyciągu krzesełkowego A | 933                   | dolna stacja wyciągu krzesełkowego A | 807                   | 850           | 126                     | 15                   | tak               | tak                      |                 |                 | po południowej stronie wyciągu |
| 5           | niebieska | górna stacja wyciągu talerzykowego C | 933                   | dolna stacja wyciągu talerzykowego C | 883                   | 200           | 50                      | 25                   | tak               | tak                      |                 |                 |                                |
| 6           | czerwona  | górna stacja wyciągu krzesełkowego D |                       | dolna stacja wyciągu krzesełkowego D |                       | 1200          |                         |                      | tak               | tak                      |                 |                 | wzdłuż wyciągu D               |

Jest to w zasadzie jeden stok, wzdłuż którego zbudowano wyciąg krzesełkowy i orczykowy. Trasy są sztucznie naśnieżane, ratrakowane i oświetlone.
Stacja nie jest członkiem Stowarzyszenia Polskie stacje narciarskie i turystyczne.

## Pozostała infrastruktura
Przy górnej stacji wyciągu krzesełkowego znajdują się:
- Szkoła Narciarska „Ptak-Team”
- wypożyczalnia sprzętu i serwis
- Karczma Regionalna
- parking.

## Operator
Operatorem ośrodka jest spółka Rusiń-ski sp. z o.o. z siedzibą w Bukowinie Tatrzańskiej przy ul. Rusiński Wierch 70.

## Historia
Spółka Rusiń-ski sp. z o.o. została zarejestrowana w KRS w kwietniu 2005 roku. Pierwszy wyciąg krzesełkowy został uruchomiony na początku 2009 roku. 
11 marca 2011 roku stacja została laureatem plebiscytu „Najlepsza Stacja Narciarska Małopolski 2010/2011 – bezpiecznie i rozważnie” organizowanego przez Gazetę Krakowską w kategorii „Duże stacje narciarskie”. W sezonie 2011/2012 udostępniono atrakcje dla dzieci: Park Kubuś i snowtubing w specjalnej rynnie. W 2012 roku stacja powtórzyła sukces z 2011 roku, ponownie zostając laureatem powyższego konkursu. 
W październiku 2013 roku operator stacji podpisał umowę o dofinansowanie projektu: Poprawa i rozbudowa funkcjonalności stacji narciarskiej Rusiń-ski w Bukowinie Tatrzańskiej w ramach Małopolskiego Regionalnego Programu Operacyjnego. W ramach tego projektu została wybudowana m.in. nowa trasa narciarska (6) oraz nowa kolej krzesełkowa firmy szwajcarskiej Bartholet Maschinenbau AG (D). Jest to model Porsche Design: wyprzęgana, 6-osobowa kanapa o ustawieniu krzeseł pod kątem 45° do kierunku jazdy. W oparciu o zbudowaną kolej zaplanowano rozszerzenie funkcji stacji narciarskiej o organizację tras downhillowych dla rowerzystów, budowę placu zabaw z parkiem linowym, uruchomienie przedszkola narciarskiego z wykorzystaniem wyciągu taśmowego i uruchomienie pieszo-rowerowej trasy widokowej z punktem widokowym dla turystów. Wyciąg został uruchomiony dla narciarzy 21 stycznia 2015 roku.